# ゆめんた
ゆめんたは、福岡県に本社を置く日本テレビ系列の放送局・福岡放送（FBS）で現在使用しているマスコットキャラクター。明太子をモチーフにしている。

## 概要
- 2006年（平成18年）にFBSの開局35周年を記念して登場。
- 同年3月18日に放送されたFBS開局35周年記念特別番組「FBS大感謝祭!4時間30分全力生放送」で登場し、その後視聴者からの公募により命名された。
- 「ゆめんた」の命名後、「めんたいワイド」のロゴにもゆめんたが採用されていた時期があった（安倍麻美デザイン。「めんたいワイド」の「ド」の「｜」がゆめんたになっている）。
- 同じ福岡県のテレビ局には、テレビ西日本の「てれビー」・九州朝日放送の「ミセタカ!」・RKB毎日放送の「ももピッ!」・TVQ九州放送の「モニ太」がいる。
- FBSのスタジオ内には複数の「ゆめんた」がいること、同局の夕方情報ワイド番組「めんたいワイド」では名前の発表を当番組内で行い、現在のスーパーのデザインには「ゆめんた」の横バージョン（よく見る明太子の姿）を使用しているため、「確かに見た＆見たような気がする」68.9%（ビデオリサーチ調べ 「06年度ステーションイメージ調査」より。外部リンクを参照）と高い知名度を誇っている。

## プロフィール、特徴
- 出生…すけとうだらの子とも。
- 落ち着くところ…あったか～いご飯の上が好き♥
- 好きなこと…みんなの笑顔を見ること。ダンスを踊ること。
- 背中のチャックは…ナゾです。
- 苦手なこと…お日様の下で放置されること。暑いのは苦手…>_<
- 性格…体の色と同じで熱い性格。まつり好き!!